# Carls engle
Carls engle er en dansk børnefilm fra 2006 med instruktion og manuskript af Mette Kjærgaard.

## Handling
Da Carls mormor dør, udfordres hans tro på engle af storebroren Lasse. Carls personlige kamp, mellem at turde tro på sig selv og frygten for at miste sin brors anerkendelse, bliver vedkommende for både børn og voksne i denne kortfilm om et barns første møde med døden.